# Hippocampus sindonis
Hippocampus sindonis és una espècie de peix de la família dels singnàtids i de l'ordre dels singnatiformes.

## Morfologia
Els mascles poden assolir els 8 cm de longitud total.

## Distribució geogràfica
Es troba al sud del Japó i al sud de Corea.